# Good on Paper
Pour plus de détails, voir Fiche technique et Distribution.
Good on Paper est un film américain réalisé par Kimmy Gatewood, sorti en 2021.

## Synopsis
Andrea Singer est comédienne de stand-up et aspirante actrice. Alors qu'elle revient d'une audition, elle rencontre un certain Dennis Kelley, qui lui tend la carte d'embarquement qu'elle a perdue. Ils se retrouvent assis l'un à côté de l'autre dans l'avion.

## Fiche technique
- Titre : Good on Paper
- Réalisation : Kimmy Gatewood
- Scénario : Iliza Shlesinger
- Musique : Jonathan Sanford
- Photographie : Giles Dunning
- Montage : Kyla Plewes
- Production : David Bernon, Paul Bernon, Sam Slater et Han West
- Société de production : Burn Later Productions, Meridian Content et Universal Pictures
- Pays :  États-Unis
- Genre : Comédie romantique
- Durée : 92 minutes
- Dates de sortie : 
  - Netflix : 23 juin 2021

## Distribution
- Iliza Shlesinger : Andrea
- Ryan Hansen : (VF:Emmanuel Curtil) Dennis
- Margaret Cho : Margot
- Rebecca Rittenhouse : Serrena
- Matt McGorry : Brett

- Britney Young : Casting Director
- Christopher Nicholas Smith : Director (as Chris N Smith)
- Adam Lustick : Writer
- Rebekka Johnson : Rhonda Steward
- Mav Viola : Grace
- Beth Dover : Leslie
- Kimia Behpoornia : Maggie
- Rebecca Delgado Smith : Alli
- Taylor Marie Hill : Chanterelle
- Silvia Curiel : Denise

## Accueil
Le film a reçu un accueil mitigé de la critique. Il obtient un score moyen de 54 % sur Metacritic.